# (8515) Corvan
(8515) Corvan  es un asteroide del cinturón principal perteneciente al cinturón de asteroides, región del Sistema solar que se encuentra entre las órbitas de Marte y Júpiter.
Fue descubierto el 4 de septiembre de 1991 por Robert H. McNaught desde el Observatorio de Siding Spring.

## Designación y nombre
Designado provisionalmente como 1991 RJ, fue nombrado por Patrick G. Corvan (1940-2024) quien tenía vínculos con el Observatorio de Armagh desde su época escolar. Fue un ávido observador cuyo entusiasmo por la astronomía se transmitía fácilmente a los demás. Sus colecciones de libros y diapositivas, así como las historias sobre los astrónomos que han trabajado o visitado Armagh, son muy solicitadas.

## Características orbitales
Corvan está situado a una distancia media del Sol de 2,621 ua, pudiendo alejarse hasta 3,048 ua y acercarse hasta 2,195 ua. Su excentricidad es 0,163 y la inclinación orbital 13,234 grados. Emplea 1550,31 días en completar una órbita alrededor del Sol.
Pertenece a la familia de asteroides de (15) Eunomia.

## Características físicas
La magnitud absoluta de Corvan es 13,41. Tiene un diámetro de5,875 km y un albedo de 0,354.